# Alpaida mato
Alpaida mato là một loài nhện trong họ Araneidae.
Loài này thuộc chi Alpaida. Alpaida mato được Herbert Walter Levi miêu tả năm 1988.